# Legio X Fretensis
Legio X Fretensis (X legija "morskih tjesnaca") bila je rimska legija koju je osnovao Oktavijan August pred kraj Republike, a potom kao dio carske stajaće vojske djelovala je sve do početka 5. stoljeća. Oktavijan ju je osnovao kako bi se borio protiv Seksta Pompeja, a ime joj je dao po slavnoj "konjaničkoj" X legiji u vojsci Julija Cezara.

## Vanjske poveznice
- THE LXF -- A Roman Legion  Arhivirana inačica izvorne stranice od 23. travnja 2005. (Wayback Machine), U.S. re-enactment group.
- Legio X Fretensis (LegionTen.org): A Legio X reenactment group based in the U.S. but with international membership.  Performs museum openings, school visits, and other public educational activities.